# Lior Refaelov
Lior Refaelov (hebreo: ליאור רפאלוב; Haifa, Distrito de Haifa, 26 de abril de 1986) es un exfutbolista israelí que jugaba de centrocampista.

## Trayectoria
En 1998 empezó a jugar en las categorías inferiores del club, hasta que en la temporada 2002-03 dio el salto al filial, donde debutó con gol ante Neve Yossef.
Durante la temporada 2003-04 Lior anotó 7 goles en el filial consiguiendo el título y el premio de mejor jugador. Su primer gol con el primer equipo llegó de penalti ante el Hapoel Nazareth Illit en la 2004-05, en un partido que acabó 6-0 favorable al Maccabi.
En 2011 fue transferido al Club Brujas por una suma de 2,5 millones de euros, logrando ganar la Copa de Bélgica en 2015 y la Primera División de Bélgica en 2016.

## Selección nacional
Internacional en categorías inferiores con Israel, también lo fue con la selección absoluta en 40 ocasiones anotando 6 goles.

## Clubes
| Club                         | País    | Año       |
| ---------------------------- | ------- | --------- |
| Maccabi Haifa F. C.          | Israel  | 2004-2011 |
| Club Brujas                  | Bélgica | 2011-2019 |
| Royal Antwerp F. C. (cedido) | Bélgica | 2018-2019 |
| Royal Antwerp F. C.          | Bélgica | 2019-2021 |
| R. S. C. Anderlecht          | Bélgica | 2021-2023 |
| Maccabi Haifa F. C.          | Israel  | 2023-2025 |

## Palmarés

### Títulos nacionales
| Título               | Club                | País    | Año  |
| -------------------- | ------------------- | ------- | ---- |
| Ligat ha'Al          | Maccabi Haifa F. C. | Israel  | 2005 |
| Copa Toto Al         | Maccabi Haifa F. C. | Israel  | 2006 |
| Ligat ha'Al          | Maccabi Haifa F. C. | Israel  | 2006 |
| Copa Toto Al         | Maccabi Haifa F. C. | Israel  | 2008 |
| Ligat ha'Al          | Maccabi Haifa F. C. | Israel  | 2009 |
| Ligat ha'Al          | Maccabi Haifa F. C. | Israel  | 2011 |
| Copa de Bélgica      | Club Brujas         | Bélgica | 2015 |
| Pro League           | Club Brujas         | Bélgica | 2016 |
| Supercopa de Bélgica | Club Brujas         | Bélgica | 2016 |
| Pro League           | Club Brujas         | Bélgica | 2018 |
| Supercopa de Bélgica | Club Brujas         | Bélgica | 2018 |
| Copa de Bélgica      | Royal Antwerp F. C. | Bélgica | 2020 |
| Supercopa de Israel  | Maccabi Haifa F. C. | Israel  | 2023 |